# San Bartolomeo
De Bartholomeüskerk (Italiaans:Chiesa di san Bartolomeo) is een kerk in de Italiaanse plaats Marne, gewijd aan de heilige apostel Bartholomeüs.
Bisschop Maurizio Malvestiti, de huidige bisschop van Lodi, werd in deze kerk gedoopt.

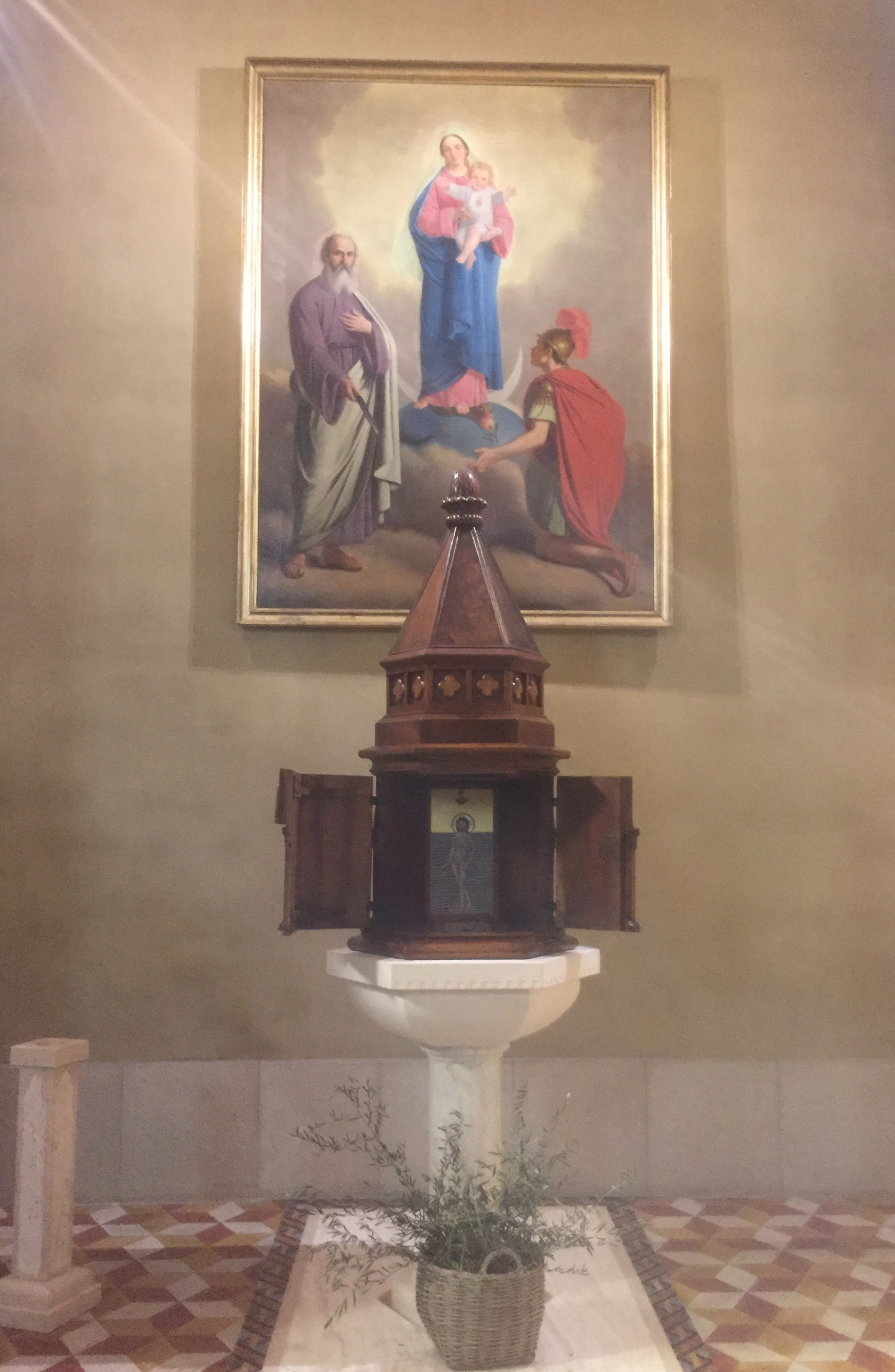
Doopvont